# Frans Ludeke
Pas d'image ? Cliquez ici

Dernière mise à jour le 23 juillet 2013.
Frans Ludeke, né le 24 avril 1968 à Pietersburg, est un entraîneur sud-africain de rugby à XV.

## Biographie
Frans Ludeke dirige les Golden Lions dans la Currie Cup de 2002 à 2006 et les Lions en Super 14 en 2006. Il devient l'entraîneur des Blue Bulls en Currie Cup et des Bulls en Super 14 depuis 2008. Il les mène à deux titres dans le Super 14 en 2009 et 2010. Il signe une prolongation de contrat jusqu'à la fin de la saison 2016.

## Palmarès
- Vainqueur du Super 15 en 2009 et 2010
- Vainqueur de la Currie Cup en 2002 et en 2009
- Vainqueur de la Vodacom Cup en 2004